# بابوی
بابوی به روایت شاهنامه نام یک دلاور ایرانی است.
بابوی بهرام چوبین را شایستهٔ پادشاهی دانست و به یاری او پیمان بست.
حکیم فردوسی در بیتی از شاهنامه از بابوی چنین یاد می‌کند:
| چو بشنید بابوی گرد ارمنی |  | که سالارِ ناپاک کرد آن منی |